# Comuna de Kołbaskowo
Kołbaskowo (polaco: Gmina Kołbaskowo) é uma gminy (comuna) na Polónia, na voivodia de Pomerânia Ocidental e no condado de Policki.
De acordo com os censos de 2005, a comuna tem 8312 habitantes, com uma densidade 78,9 hab/km².

## Área
Estende-se por uma área de 105,40 km².